# 順慶戰鬥
順慶戰鬥發生於1932年10月18日－20日，地點則是在中國四川一帶，是國民革命軍內部所發生的內戰戰鬥之一。順慶戰鬥的交戰雙方，一方為劉湘部隊，另一方為劉文輝部隊。